# Nastia Liukin
Anastasia Valeryevna Liukina (em russo:  Анастасия Валерьевна Люкина), conhecida internacionalmente por Nastia Liukin (Moscou, 30 de outubro de 1989), é uma ex-ginasta norte-americana nascida na Rússia, que competiu em provas de ginástica artística.
Nastia tornou-se membro da equipe nacional júnior dos Estados Unidos aos doze anos e conquistou seu primeiro título do individual geral nacional aos treze. De 2005 até sua aposentadoria, Liukin permaneceu como membro da elite sênior da equipe norte-americana. É tetracampeã do concurso geral estadunidense, bicampeã mundial na trave, bicampeã por equipes em Jogos Pan-Americanos e por cinco vezes medalhista em uma única edição olímpica. A conquista mais importante de sua carreira foi o individual geral dos Jogos Olímpicos de Pequim. Em 2008, fora eleita a atleta do ano pela Women's Sports Foundation, tornando-se então a segunda ginasta a receber tal distinção, e a melhor ginasta do mundo, eleita, também em 2008, pela Federação Internacional de Ginástica. Em 2009, também foi eleita atleta nacional do ano pela ESPN, no ESPY Awards, e membro da comissão de atletas da FIG no ciclo 2009-2012. Por ter integrado a equipe vencedora do Mundial de Stuttgart, em 2007 e por suas conquistas individuais enquanto atleta, figura no U.S Gymnastics Hall of Fame.

## Biografia

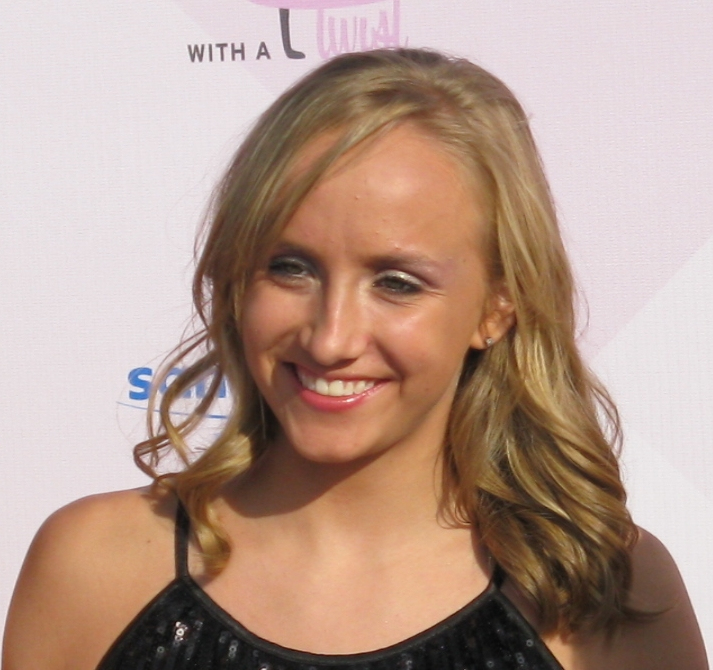
Nascida na Rússia, migrou para os Estados Unidos ainda criança. Por esta nação, tornou-se campeã olímpica aos 18 anos. Além de ginasta, admira e almeja as profissões de modelo e atriz.

Liukina nasceu na Rússia. Porém, aos dois anos de idade, sua família mudou-se para os Estados Unidos, após a extinção da União Soviética. Antes de se radicar no Texas, a família morou por certo tempo em Nova Orleans. Nastia é a única filha de Valeri Liukin e Anna Kotchneva, também ginastas, competidores pela União Soviética. Seu pai fora medalhista de ouro da ginástica artística nas Olimpíadas de 1988, em Seul, Coreia do Sul, e sua mãe fora campeã mundial da ginástica rítmica na edição de 1987, em Varna, Bulgária. Liukina é fluente nas línguas russa e inglesa. Na primavera de 2007, a jovem graduou-se pela Spring Creek Academy, localizada em sua cidade, e passou a cursar a faculdade de comércio exterior, na Southern Methodist University, atualmente interrompida.
Desde o começo da carreira é treinada por seu pai, no ginásio de sua família, o World Olympic Gymnastics Academy (WOGA) em Plano, Texas, aberto em 1994 com o amigo dos tempos de competições, Evgeny Marchenko. Quando menina, sem uma babá, os pais de Nastia a levavam para o ginásio e lá, a menina fazia dele um playground, até os quatro anos de idade. Diante do talento herdado da filha, por a verem imitar as ginastas no canto do tablado, decidiram, apesar de cientes das dificuldades e exigências do desporto, atenderem seu pedido e a tornarem uma atleta, após perceberem serem inspiração e motivação para a pequena. Dois anos mais tarde, a menina passou a competir e aos doze, tornou-se uma ginasta da elite júnior do país. Dez anos adiante, fora eleita a melhor atleta feminina dos Estados Unidos, feito este repetido no ano seguido. Em 2007, por conquistar o Mundial de Stuttgart, recebeu também o prêmio de melhor equipe. Em 14 de outubro de 2008, foi eleita a atleta do ano pela Women's Sports Foundation: esta fora a segunda vez que uma ginasta recebeu tal distinção. A primeira foi Mary Lou Retton, 24 anos antes. Nesta edição, Liukina superou a saltadora Yelena Isinbayeva e a nadadora Natalie Coughlin. Dias mais tarde, foi ainda eleita a melhor ginasta do mundo, em votação realizada pela Federação Internacional de Ginástica, no 77º congresso da entidade, realizado em Helsinque, na Finlândia. Em 2009, Liukin conquistou o prêmio de melhor atleta feminina nacional pelo ESPY Awards, no qual superou Serena Williams, e nomeou uma competição de ginástica artística, a Nastia Liukin Cup, realizada no início da temporada de 2010. Nesse mesmo ano, após participação no Campeonato Nacional, desistiu de competir o Mundial de Ginástica. No entanto, compareceu ao evento acompanhada do pai, treinador da seleção principal na ocasião, e fora eleita, na Arena O2, pela comunidade de ginástica artística feminina da FIG, membro da comissão de atletas da federação. Em declaração feita após a escolha, a ginasta mostrou-se orgulhosa e preparada para representar com sua experiência e entusiasmo o desenvolvimento da disciplina. No ano seguinte, há quase dezessete meses sem competir, cedeu uma entrevista para a International Gymnast, em um compromisso na cidade de Los Angeles. Na ocasião, declarou não estar distraída do desporto, apesar das aparências, e falou sobre sua relação com a modalidade:
| “ | Eu tenho paixão pela ginástica. Eu não a pratico pelo patrocínio ou pelas oportunidades. Faço porque realmente amo fazer. Mesmo que se pense nas oportunidades, existem coisas que se deixa para depois. | ” |

Jovem, a ginasta tem como representar os Estados Unidos umas das melhores coisas que pode aproveitar das competições de que participa. Fora dos ginásios, possui hábitos que julga normais para sua idade, como ler e assistir séries de tv, além do gosto por desfilar e atuar e o desejo de se tornar uma atriz. Para os fãs, escreve com certa regularidade em seu blogue e no Twitter, locais em que também assina com seu pink (em letras rosa). Em 2010, anunciou, após as Olimpíadas de Invernos de Vancouver, o namoro com o patinador medalhista de ouro Evan Lysacek. Encerrada a carreira de ginasta, anunciou que mudaria-se para Nova Iorque para cursar a faculdade de gestão esportiva. Em agosto de 2013, Nastia passou a figurar o U.S Gymnastics Hall of Fame, como membro da equipe que venceu a prova coletiva do Mundial de 2007, realizado em Stuttgart. No ano seguinte, foi inserida individualmente, por suas conquistas mundiais e olímpicas. Sem pensar muito adiante, prefere planos de curto prazo, desfrutando cada momento e cada meta atingida.

## Carreira
Nastia sempre teve contato com a ginástica. No entanto, apenas aos quatro anos começou a praticar a modalidade visando as competições. Dois anos mais tarde já representava o ginásio de seu pai em compromissos locais e aos doze, tornou-se uma ginasta da elite júnior. Seus aparelhos de melhor desempenho e resultados foram as barras assimétricas e a trave.

### EUA Júnior
Em 2002, Nastia participou de seu primeiro Campeonato Nacional Americano, na categoria júnior, aos doze anos. Seu resultado final foi um 15º lugar, considerado um contraposto às suas companheiras de ginásio - Carly Patterson e Hollie Vise, primeira e segunda colocadas, respectivamente. Ainda em 2002, a jovem competiu no Pan-Americano Júnior, no qual atingiu a primeira posição por equipes e três medalhas de prata: individual geral, barras assimétricas e trave de equilíbrio.
No ano seguinte, agora aos treze de idade, Liukin já era a atleta júnior mais competitiva dos Estados Unidos, vencendo três dos quatro aparelhos em que participou no Campeonato Nacional: solo, trave e paralelas assimétricas, resultados estes repetidos em 2004. Um ano mais jovem que o permitido, não pôde competir como sênior nas Olimpíadas de Atenas em 2004, apesar de seus resultados se equipararem aos da equipe principal. Como seu último compromisso da categoria, disputado aos quinze anos, esteve o Campeonato da Aliança do Pacífico, em Honolulu, no Hawaii. Nele, participou de cinco finais e atingiu a primeira colocação em todas elas. A única exceção foi a prova do salto sobre a mesa.

### EUA Sênior

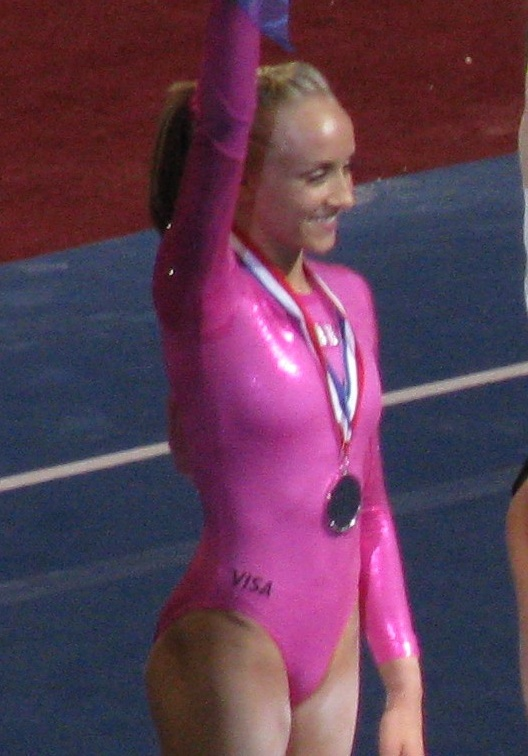
Nastia Liukin no pódio do Campeonato Nacional de 2008, no qual terminou na segunda colocação, superada por Shawn Johnson e a frente de Chellsie Memmel.

Em 2005, agora como sênior, Nastia conquistou seu primeiro campeonato na categoria, o Nacional Americano, após superar sua companheira de seleção Chellsie Memmel, anteriormente medalhista em edição Mundial: apesar da queda durante a preliminar na trave, recuperou-se e terminou a prova a frente das demais ginastas. Nos aparatos, também venceu nas assimétricas e na trave, além de conquistar a segunda colocação no solo. Mais adiante, sofreu uma pequena lesão no joelho e, focada no Mundial, desistiu de competir o Campeonato Pan-americano para concentrar-se no outro evento. Ainda em 2005, fora eleita a atleta do ano nos EUA, onde concorreu e venceu outra vez no ano seguinte, e novamente em 2008, superada por Shawn Johnson.
Em 2006, foi a melhor atleta do Campeonato Estadunidense, novamente vencendo, além das assimétricas e da trave, o concurso geral. No ano seguinte, mais uma vez no Campeonato Nacional, conquistou a medalha de ouro nas assimétricas pelo quinto ano consecutivo, contado seu desempenho como júnior. Na trave de equilíbrio, atingiu a segunda colocação, e no individual geral, terminou em terceiro lugar, devido a falhas graves[a] de execução tanto no solo quanto no salto. Em 2008, na Copa América, realizada em Nova Iorque, Liukin ficou novamente com o primeiro lugar no individual geral. Já no Campeonato Nacional Americano, realizado em Boston, atingiu a marca de 17,050 durante as preliminares nas barras assimétricas. Ao realizar sua rotina na final, superou seu próprio resultado, alcançando a pontuação de 17,100 e a primeira posição. Em outra competição, o Pré-Olímpico, realizado na Filadélfia, agora para a escolha das ginastas que competiriam em Pequim, Liukin terminou em segundo lugar. Ao final das competições, este foi o ano em que oscilou nas primeiras colocações com a compatriota Johnson.
Abrindo o calendário competitivo de 2009, Nastia participou do CoverGirl Classic, realizado em Des Moines. Nele, competindo apenas na trave, terminou na segunda colocação. No evento seguinte, o Campeonato Visa, em Dallas, não subiu ao pódio, ao atingir nota suficiente somente para o quarto lugar. Apesar disso, tal posição a manteve na equipe sênior principal dos Estados Unidos. Todavia, Nastia, ainda que classificada, desistiu de competir no Mundial de Londres, alegando não estar em sua melhor forma física. No início de 2010, declarou interesse de voltar a competir no ano seguinte, visando os Jogos Olímpicos de Londres e o Mundial de Tóquio. Ocupada com as promoções e eventos para os quais é convidada, continuou a treinar, não em ritmo competitivo, mas para não perder a forma. Após quase três anos sem competir, voltou para disputar o "U.S Secret Classic", em junho de 2012, no qual competiu apenas na trave. Com uma rotina limpa e sem grandes erros, encerrou terceira colocada com um total de 14,900 pontos. Adiante, no Nacional Americano realizado em St. Louis, apresentou-se novamente na trave e acrescentou as paralelas assimétricas. Após os dois dias de competição, realizou performances irregulares e encerrou 19ª colocada nas barras e sexta na trave. Classificada para a última etapa norte-americana que selecionaria as ginastas que representariam o país nas Olimpíadas, Liukin competiu novamente nos seus dois principais aparelhos. Entretanto, uma nova falha nas assimétricas, a deixou com 13,950 pontos, insuficientes para asseguar a vaga olímpica.  Como marca pessoal, possui um total de nove medalhas de ouro em campeonatos mundiais, sete delas conquistadas individualmente. Tal realização fez Liukin unir-se a Shannon Miller, como a atleta estadunidense que mais subiu ao pódio neste tipo de competição. Fato semelhante ocorreu em número de medalhas olímpicas, ao igualar os recordes de Shannon e Mary Lou Retton.

## Jogos Pan-Americanos
Nastia fez sua estreia nos Jogos Pan-americanos em 2003, aos catorze anos de idade. Com um total de duas edições, conquistou medalhas em ambas, num somatório final de oito.

### Santo Domingo 2003
Esse fora um relevante começo para a estreante ginasta: ao lado de Chellsie Memmel, Allyse Ishino, Courtney McCool, Marcia Newby e Tia Orlando, Nastia conquistou a medalha de ouro por equipes após superar as ginastas de Canadá e Brasil. Sobre as canadenses, as norte-americanas colocaram 4,935 pontos de diferença, ao totalizarem 148,982 contra 144,347. Na sequência de eventos, agora nas disputas do individual geral, somou 37,874 ao fim das rotações e terminou com a medalha de prata, superada pela compatriota, Chellsie, por 0,088 ponto, e a frente da brasileira Daniele Hypólito. Nas disputas por aparelhos, Nastia ainda subiu ao pódio por outras três vezes: nas barras assimétricas e nos exercícios de solo, encerrou com as medalhas de bronze, em provas vencidas pelas companheiras Memmel e Tia Orlando; na trave, conquistou sua segunda medalha de ouro e a primeira colocação individual na competição, ao superar Hypólito e Chellsie. O salto sobre a mesa não foi disputado pela ginasta, pois durante a qualificatória, não obteve resultado.
Ao final do campeonato, Liukin somara cinco medalhas em seis disputadas - duas de ouro, uma de prata e duas de bronze - em seu último ano como júnior, aos catorze de idade.

### Rio de Janeiro 2007
Na edição dos Jogos de 2007, a equipe mudou e os bons resultados mantiveram-se. Agora, ao lado de Shawn Johnson, Samantha Peszek, Rebecca Bross, Amber Trani e Ivana Hong, Nastia  subiu ao lugar mais alto do pódio pela segunda vez consecutiva na disputa por equipes, ao superar as atletas do Brasil e do México. Esta última, por irregularidades na inscrição de uma ginasta, foi desclassificada e perdeu a medalha de bronze para o Canadá. Durante os eventos, os resultados da prova coletiva foram obtidos no primeiro dia de competições, pois esta não teve fase classificatória, devido ao reduzido número de países participantes. Com um total de 243,225, as estadunidenses superaram por 6,500 as demais seleções, perdendo para as brasileiras apenas na parcial dos exercícios de solo.
No individual geral, apesar do pódio ser totalmente norte-americano, Liukin não conquistou medalha, pois não classificou-se para a final, em prova conquistada por Johnson, seguida de Rebecca Bross e Hong. Pela qualificatória, Nastia foi a quinta ranqueada entre as norte-americanas, na 49ª posição geral, por não competir em dois dos quatro aparatos. Na disputa dos dois aparelhos de que participou, terminou, em ambos, superada pela compatriota Shawn Johnson: nas barras assimétricas, Liukina classificou-se em primeiro. Apesar de uma execução com maiores erros, sua rotina, de nota de partida 7,100, foi suficiente para mante-la na primeira posição. Na final, no entanto, 0,025 separaram as medalhas de ouro e prata das ginastas; na trave de equilíbrio, Shawn encerrou à frente da companheira de seleção por 0,375. Ainda que sua nota de execução fosse inferior à de Nastia, sua nota A era maior em 0,500 (6,900 contra 6,400)
Assim, encerrou esta segunda edição com o total de três medalhas em três eventos disputados: uma de ouro e duas de prata.

## Campeonato Mundial de Ginástica Artística
Sua primeira aparição em mundiais foi em Melbourne, Austrália, em 2005. Ao longo dos campeonatos, suas rotinas se aprimoraram e seus bons resultados pouco variaram, o que mostrou consistência em suas rotinas.

### Melbourne 2005
Este Mundial, pós-olímpico, não contou com os eventos que compunham a prova coletiva. Estreando em campeonatos mundiais, ainda por completar dezesseis anos, Liukin participou de quatro finais, das cinco possíveis: concurso geral, barras assimétricas, trave e solo.
Na fase classificatória do geral individual, Liukina encerrou em primeiro lugar, à frente de Chellsie Memmel por 0,012 ponto, e das demais 93 competidoras. Competindo em todos os aparelhos, só não atingiu nota para disputar a final do salto sobre a mesa, sua parcial mais baixa (9,125). Na primeira disputa valendo medalha, a do concurso geral, Nastia não superou Chellsie novamente, e por 0,001, conquistou a medalha de prata, a frente da australiana Monette Russo. Com duas parciais mais baixas, totalizou 37,823 contra 37,824 da companheira de seleção. Nos aparelhos, atingiu mais três pódios: nas barras assimétricas, inverteu posições com Memmel, por uma margem mais ampla que a primeira, e conquistou a medalha de ouro, a frente também da britânica Beth Tweddle, medalhista de bronze; na trave de equilíbrio, nova vitória para a ginasta de dezesseis anos, pela segunda vez a frente de Chellsie e agora da romena Catalina Ponor, campeã olímpica no ano anterior; por fim, no solo, Nastia encerrou com a medalha de prata, atrás da também norte-americana Alicia Sacramone e à frente da neerlandesa Suzanne Harmes.
Ao final de sua estreia em mundiais, Liukin conquistara quatro medalhas em seis possibilidades de disputas - duas de ouro e duas de prata.

### Aarhus 2006
Esta competição, a segunda edição mundial da carreira da ginasta, decorreu-se na Dinamarca e contou com todos os eventos.
Na preliminar por equipes, a seleção estadunidense manteve-se à frente das chinesas em três das quatro rotações. Apenas na trave, as norte-americanas tiraram a quarta melhor nota, e totalizaram 243,325, a frente das segundas colocadas por 3,800. Nessa classificatória, além da vaga por equipes, Nastia conquistou ainda o direito de participar da prova das barras assimétricas. Na primeira final, a ginasta, ao lado das companheiras Jana Bieger, Chellsie Memmel, Alicia Sacramone, Natasha Kelley e Ashley Priess, não superou novamente a equipe chinesa e encerrou na segunda colocação, com 181,350, 0,850 ponto atrás do somatório das orientais, superadas pelas norte-americanas em duas parciais. Nas finais por aparelhos, Liukin classificou-se apenas para uma prova. Nela, entrou com a nota de partida igual a de Tweddle e, com uma execução 0,150 abaixo da britânica, encerrou na segunda colocação, à frente da vencedora do individual geral da competição, Vanessa Ferrari.

### Stuttgart 2007
Na Alemanha, mais uma vez Nastia demonstrou equilíbrio em suas apresentações e contribuiu junto à equipe para o bom desempenho coletivo, neste que foi o campeonato classificatório para os Jogos Olímpicos. Nesta terceira edição, esteve presente em quatro das seis finais.
Na qualificatória por equipes, as norte-americanas estiveram atrás das chinesas e das romenas em uma rotação, das paralelas assimétricas, venceram as demais e encerram as baterias na primeira colocação, ao totalizarem 245,025 contra 241,175 das segundas colocadas. Ainda nessa primeira fase, disputou todos os aparelhos e atingiu a segunda colocação do individual geral, atrás da romena Steliana Nistor e a frente da compatriota Shawn Johnson, ao somar 61,525. Nas finais, ao lado das compatriotas Alicia Sacramone, Shayla Worley, Shawn Johnson, Samantha Peszek e Ivana Hong, terminou com o somatório total de 184,400, 0,950 a frente das chinesas, campeãs da edição anterior. Na final do all around, não repetiu o desempenho da preliminar e encerrou as rotações na quinta colocação, atrás da empatadas Vanessa Ferrari e Jade Barbosa: como parciais, teve a menor nota no salto sobre a mesa (14,750) e a maior nas barras assimétricas (16,100), superior a todas as notas de todas as finalistas da competição, mas insuciente para um pódio, que teve 60,550 o mínimo para o bronze.
Nos aparelhos, disputou suas outras duas finais: na trave de equilíbrio, prova na qual Johnson com a segunda maior nota de partida da ocasião, caíra, Nastia, que tinha como nota A 6,600, superou Steliana Nistor e a chinesa Li Shanshan, na época com a maior nota de partida do aparato (7,300), por 0,125 e encerrou a disputa na primeira colocação; já nas paralelas assimétricas, superou a russa Ksenia Semenova na execução (9,200 contra 9,150), mas sua nota de partida, inferior a de Semenova em 0,100, a deixou na segunda colocação sob a diferença de 0,050 entre as duas.
Assim, encerrou participação em mais uma edição com três conquistas em quatro: duas medalhas de ouro e uma de prata.

## Jogos Olímpicos

### Pequim 2008

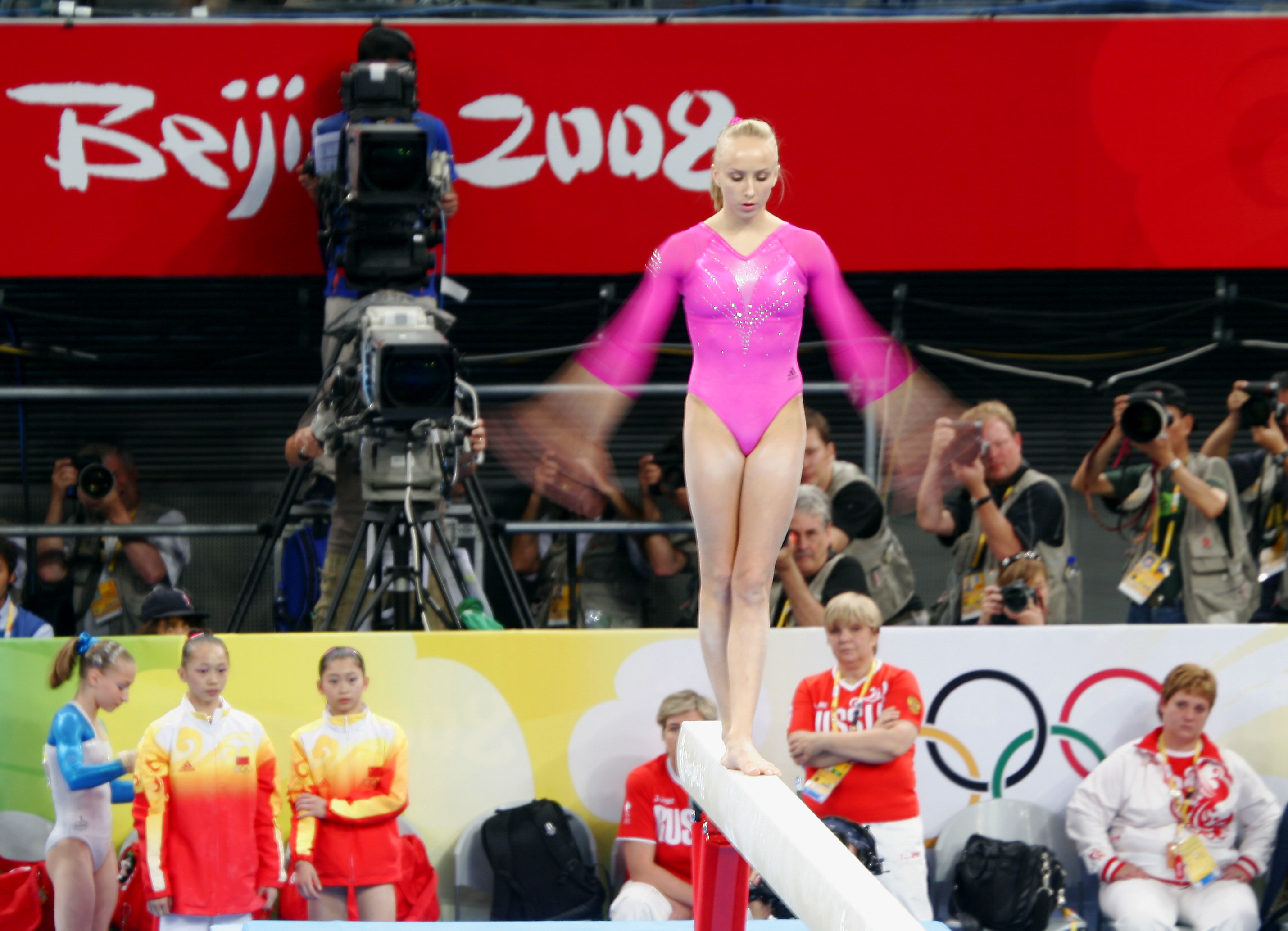
Final do AA: Nastia apresenta-se na trave. Ao fundo a esquerda, a russa Ksenia Semenova e as chinesas Yang Yilin e Jiang Yuyuan.

Em sua primeira aparição olímpica, nos Jogos de Pequim, na China, Nastia tornou-se o destaque feminino: foi a ginasta a conquistar o maior número de medalhas. Presente em cinco finais, subiu ao pódio cinco vezes. Considerada uma das esperanças norte-americanas, competiu, durante as preliminares, em todos os aparelhos. Após o final das baterias, Liukin classificou-se com a pontuação de 62,375, logo atrás de sua companheira de equipe, Shawn Johnson: foi superior em nota apenas na parcial das barras assimétricas, aparato no qual tirou a segunda maior nota dentre todas as partcipantes, 15,950, contra os 15,325 da compatriota. Com estes resultados, foi, além da final coletiva, às finais do concurso geral, das paralelas assimétricas, do solo e da trave de equilíbrio. Na final coletiva, a equipe formada por Liukin, Johnson, Bridget Sloan, Samantha Peszek, Chellsie Memmel e Alicia Sacramone, encerrou as rotações atrás da equipe chinesa por 2,325 pontos.
No segundo evento valendo medalha, disputou-a com a companheira Johnson e com a chinesa Yang Yilin, a vitória da prova: após as rotações se finalizarem, Nastia havia tido duas parciais superiores a de Shawn e três a de Yilin. Perdera no salto para a compatriota e nas barras para a chinesa. Contudo, ao totalizar-se a média das notas, Nastia havia superado a segunda colocada em 0,600, ao somar 63,325 contra 62,725 de Johnson, que ficou a frente da oriental por 0,075 ponto. Desse modo, essa fora a quarta vez na história dos Jogos em que duas atletas do mesmo país subiram ao pódio em primeiro e segundo lugares. As outras foram em 1952, 1960 e 2000, com as equipes da União Soviética (1952 e 1960) e da seleção da Romênia (2000).
Ainda nesta edição olímpica, nas disputas dos aparelhos, apesar de terem recebido a mesma nota nas barras assimétricas (16,725), a chinesa He Kexin encerrou com a medalha de ouro em um criticado sistema de desempate adotado pelo Comitê Olímpico Internacional, que julgava as parciais intermediárias. Baseado nisso, Liukin subiu ao pódio na segunda colocação. Em outras duas finais dos aparatos, conquistou mais duas medalhas: no solo, mesmo descontada por pequenos erros, foi a terceira colocada, atrás de Johnson e da última a se apresentar no tablado, a romena Sandra Izbasa (medalhista de ouro); Por fim, na trave, novamente atrás de Johnson, Liukin terminou com a segunda colocação, resultado este que deixou a chinesa Cheng Fei com o bronze.

## Principais resultados

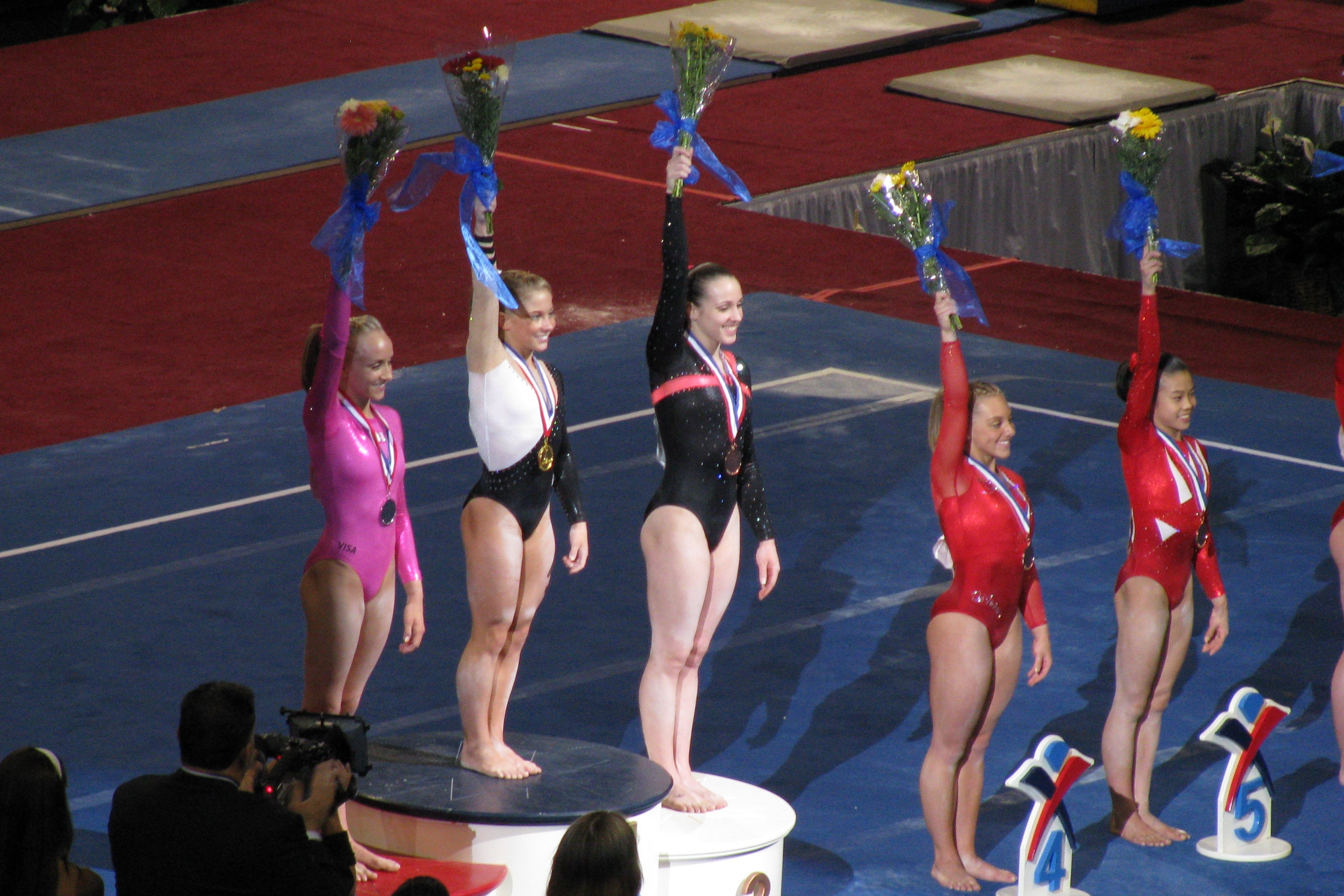
Nastia no pódio do Nacional norte-americano de 2008. Na primeira colocação, Shawn Johnson, na segunda, Liukin, na terceira, Chellsie Memmel. Na quarta e quinta colocações, Samantha Peszek e Ivana Hong.

| Ano  | Evento                                     | AA                | Equipe           | Salto sobre o cavalo. | Trave.            | Barras assimétricas. | Solo.             |
| ---- | ------------------------------------------ | ----------------- | ---------------- | --------------------- | ----------------- | -------------------- | ----------------- |
| 2002 | Campeonato Nacional Americano (junior)     | 15º               |                  |                       | 5º                |                      | 5º                |
| 2002 | Pan-Americano Júnior                       | Medalha de prata  | Medalha de ouro  |                       | Medalha de prata  | Medalha de prata     |                   |
| 2003 | Campeonato Nacional Americano (junior)     | Medalha de ouro   |                  |                       | Medalha de ouro   | Medalha de ouro      | Medalha de ouro   |
| 2003 | Jogos Pan-americanos                       | Medalha de prata  | Medalha de ouro  |                       | Medalha de ouro   | Medalha de bronze    | Medalha de bronze |
| 2004 | Campeonato Nacional Americano (junior)     | Medalha de ouro   |                  |                       | Medalha de ouro   | Medalha de ouro      | Medalha de ouro   |
| 2004 | Campeonato da Aliança do Pacífico (junior) | Medalha de ouro   | Medalha de ouro  |                       | Medalha de ouro   | Medalha de ouro      | Medalha de ouro   |
| 2005 | Campeonato Nacional Americano              | Medalha de ouro   |                  | 4º                    | Medalha de ouro   | Medalha de ouro      | Medalha de prata  |
| 2005 | Campeonato Mundial de Ginástica Artística  | Medalha de prata  |                  |                       | Medalha de ouro   | Medalha de ouro      | Medalha de prata  |
| 2005 | Copa América                               |                   |                  |                       | Medalha de ouro   |                      |                   |
| 2006 | Campeonato Nacional Americano              | Medalha de ouro   |                  |                       | Medalha de ouro   | Medalha de ouro      | 7º                |
| 2006 | Campeonato Mundial de Ginástica Artística  |                   | Medalha de prata |                       |                   | Medalha de prata     |                   |
| 2006 | Campeonato da Aliança do Pacífico          | Medalha de ouro   | Medalha de ouro  |                       | Medalha de prata  | Medalha de ouro      |                   |
| 2006 | Copa América                               | Medalha de ouro   |                  |                       |                   |                      |                   |
| 2007 | Campeonato Nacional Americano              | Medalha de bronze |                  |                       | Medalha de prata  | Medalha de ouro      | 12º               |
| 2007 | Campeonato Mundial de Ginástica Artística  | 5º                | Medalha de ouro  |                       | Medalha de ouro   | Medalha de prata     |                   |
| 2007 | Jogos Pan-americanos                       |                   | Medalha de ouro  |                       | Medalha de prata  | Medalha de prata     |                   |
| 2008 | Campeonato Nacional Americano              | Medalha de prata  |                  |                       | Medalha de ouro   | Medalha de ouro      | 8º                |
| 2008 | Pacific Rim Championships                  | Medalha de ouro   | Medalha de ouro  |                       | Medalha de ouro   | Medalha de prata     | 4º                |
| 2008 | Copa América                               | Medalha de ouro   |                  |                       |                   |                      |                   |
| 2008 | Pré-Olímpico                               | Medalha de prata  |                  | 5º                    | Medalha de bronze | Medalha de ouro      | Medalha de prata  |
| 2008 | Jogos Olímpicos                            | Medalha de ouro   | Medalha de prata |                       | Medalha de prata  | Medalha de prata     | Medalha de bronze |
| 2009 | Campeonato Nacional Americano              |                   |                  |                       | 4º                |                      |                   |
| 2012 | Campeonato Nacional Americano              |                   |                  |                       | 6º                |                      |                   |
| 2012 | U.S Olympic Trials                         |                   |                  |                       | 7º                | 10º                  |                   |

## Aparições públicas

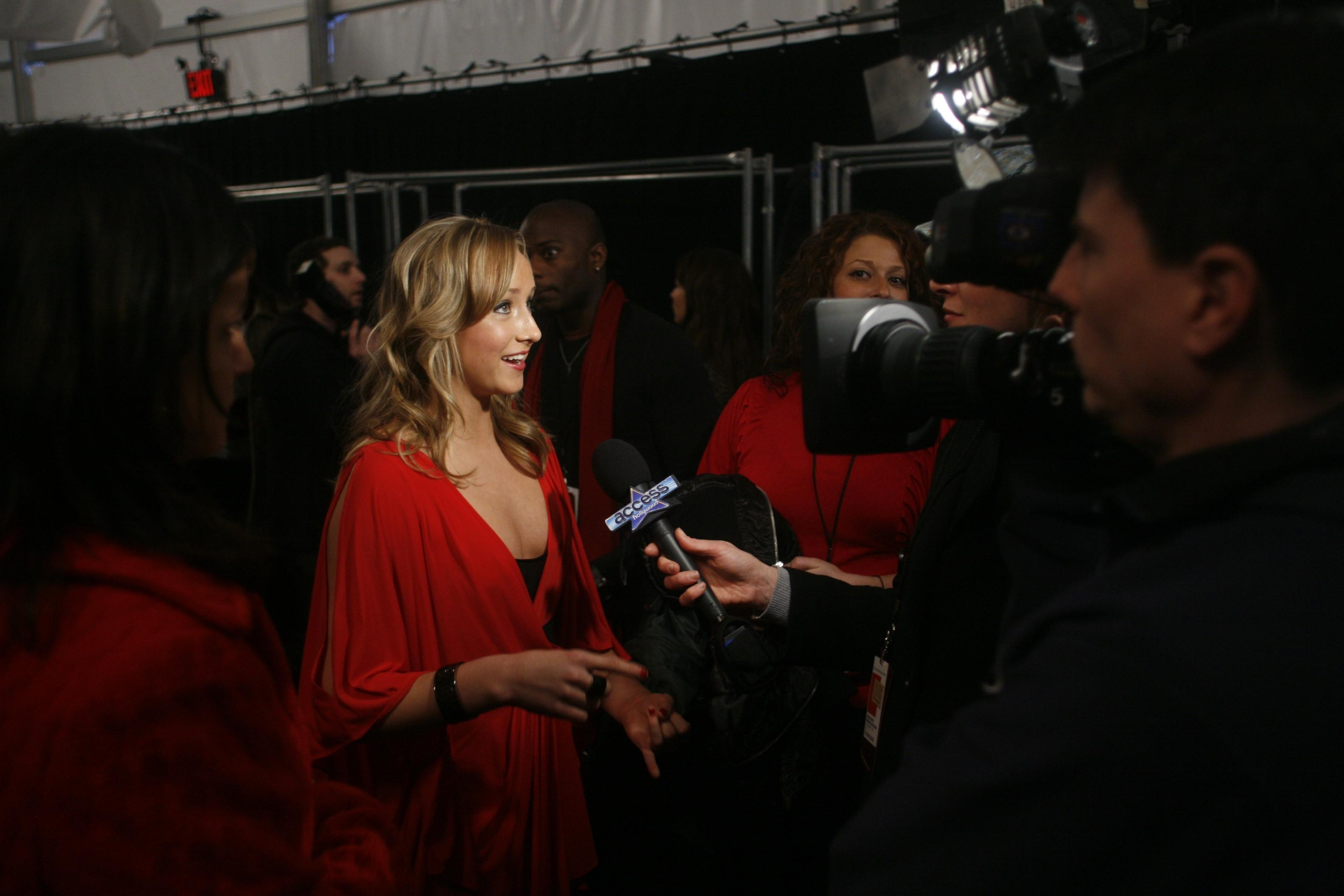
Nastia em 2009, numa entrevista na New York Fashion Week, na qual desfilou pela coleção The Heart Truth's Red Dress Collection da Max Azria.

Fora das competições, Nastia também é bastante famosa nacionalmente. Em 2006, participou do filme Stick It, com uma pequena fala e com alguns de seus movimentos. Mais tarde, deixou de competir durante um período para fazer uma curta turnê em Melbourne, na qual celebrava sua curta história de realizações individuais e coletivas, além de responder perguntas e dar autógrafos aos fãs. Em 2008, após os Jogos Olímpicos, a ginasta apareceu em inúmeros programas de TV, entre eles The Tonight Show with Jay Leno e The Oprah Winfrey Show, ao lado de outros olímpicos e das companheiras de seleção, e Late Night with Conan O'Brien. Mais adiante, assinou contrato para aparecer em um dos episódios de uma série norte-americana. Em novembro, junto aos demais ginastas olímpicos, Liukin encerrou o Gymnastics Superstars Tour, que foi transmitido nacionalmente pelo MyNetworkTV e durou setenta dias, percorrendo cidades de todo o país durante o ano de 2008, entre os meses de setembro e novembro.
Nastia ainda possui sua própria linha de equipamento de ginástica, que inclui sua assinatura rosa, produzido pela American Athletic. Além de vários patrocínios, incluindo Visa, AT&T e Sega. Em junho, junto a Alicia Sacramone e Shawn Johnson, Nastia foi escolhida garota propaganda da CoverGirl cosméticos. Mais tarde, apoiou em seu estado, Texas, as vítimas do furacão Ike. Além de participar de uma campanha junto à Jordan Pruitt, convocando a todos a doarem e ajudarem a Alzheimer Association, que busca a cura para esta doença, e a campanha Millions from One, na qual vendia os braceletes com o nome da campanha e revertia para ela os ganhos, que tinha como lema descrito no site oficial da ginasta:
| “ | Ajudar milhões começa através de uma pessoa. Imagine milhões de crianças desesperadas com água limpa para beber, porque uma pessoa decidiu agir. Essa pessoa é você. Sou eu. | ” |

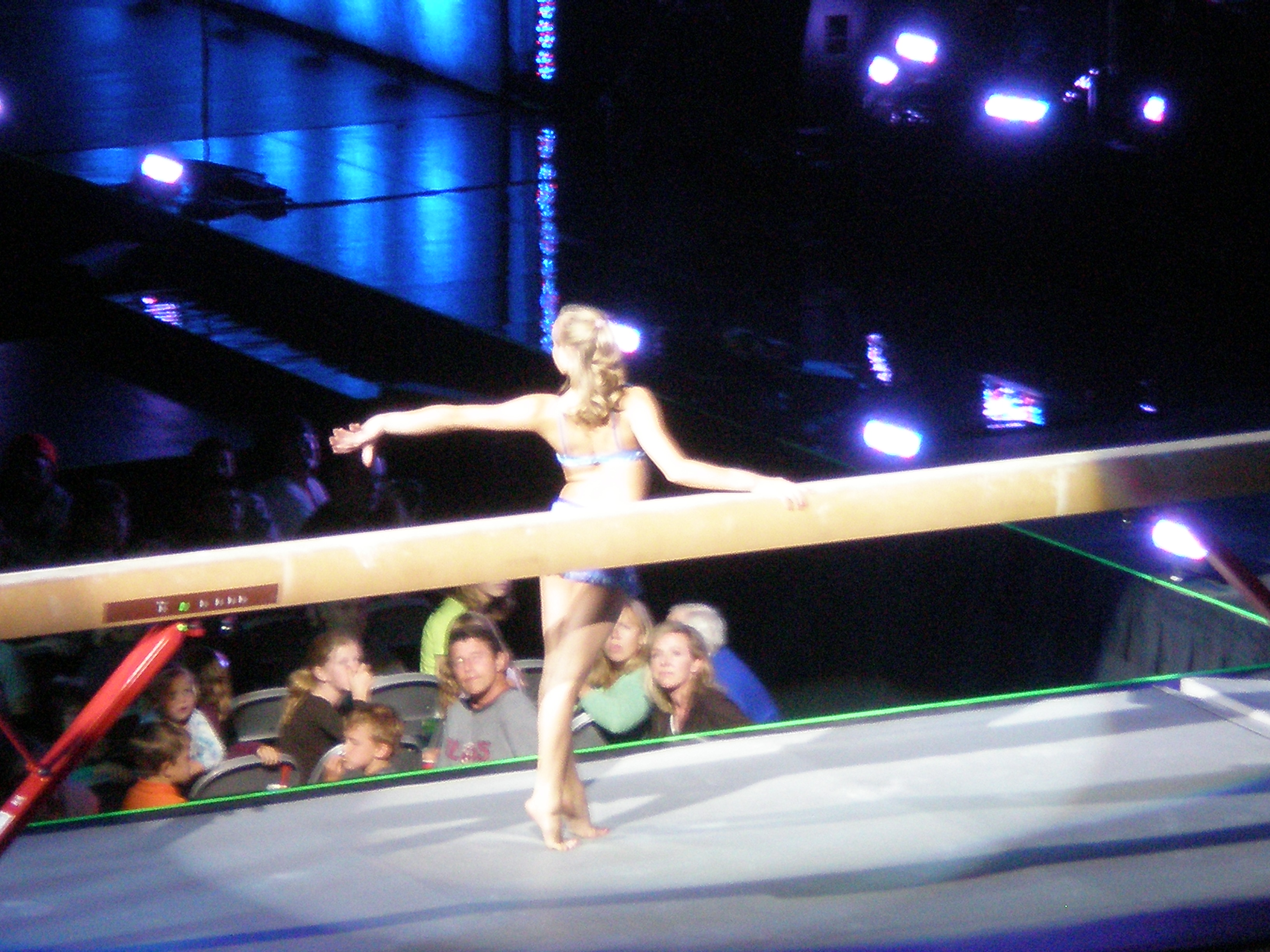
A ginasta na trave em exibição no Gymnastics Superstars, na cidade de San Jose, na Califórnia, em 2008.

Desde 2008 sem competir, utilizou da fama conquistada após os resultados nos Jogos Olímpicos para figurar em campanhas publicitárias e explorar trabalhos como atriz, cuja carreira deseja seguir, e modelo. Entre seus principais momentos, está ter aparecido em uma cena de um episódio da série de tv Gossip Girl, famosa entre os jovens do país, e a campanha The Heart Truth's Red Dress Collection 2009, da Max Azria, para a qual já posou como modelo fotográfica, na New York Fashion Week, na qual esteve ao lado de atrizes como Tori Spelling e Patricia Arquette, e da cantora e atriz Hilary Duff. A escolha pela ginasta veio do significado da coleção, inspirada em movimentos e na dança moderna. Em setembro, viajou para Copenhagen, na Dinamarca, para a eleição da cidade sede dos Jogos Olímpicos de Verão de 2016, pois era membro da delegação de atletas, ao lado de Nadia Comaneci, Bart Conner e Michael Johnson. Em julho de 2010, lançou oficialmente, em um evento em Nova Iorque, a linha de roupas infanto-juvenil Supergirl by Nastia, dedicada a adolescentes de sete a doze anos. No mês seguinte, viajou por várias cidades do país, estreando uma nova coleção em parceria com a Warner Bros, a DC Comics e a loja JCPenney. Em entrevista, revelou que apenas ao final do ano, anunciará se continuará ou não na ginástica artística. Adiante, Liukin aceitou o convite para ser orientadora em um programa televisivo, intitulado The Biggest Loser, que visa ajudar os participantes a perder peso. Sem resposta definitiva oficial quanto a seu retorno ao esporte, a ginasta voltou a treinar em seu clube, visando a participação olímpica. No início de janeiro do ano seguinte, Liukin fez apresentações de ginástica no Progressive Skating & Gymnastics Spectacular, ao lado do campeão olímpico da patinação artística Evan Lysacek. Além, usou o evento para divulgar sua nova coleção de roupas gímnicas.

## Nota
- a^ : falhas graves, segundo a FIG, são aquelas que descontam do ginasta entre 0,800 e 1,000 (este, para o caso de quedas ou desligamentos do aparelho).